# フランシス・グレアム＝スミス

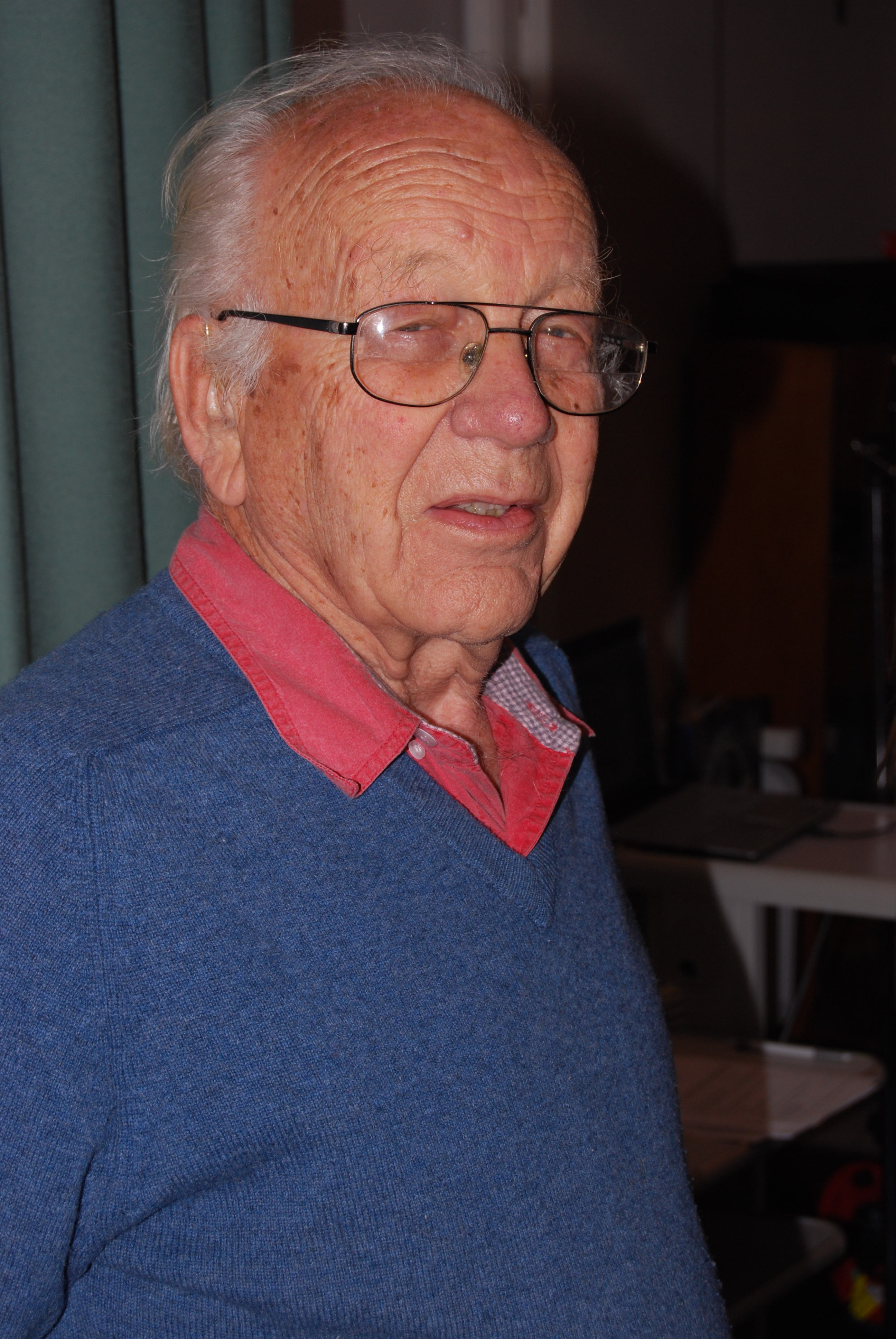
フランシス・グレアム＝スミス

フランシス・グレアム＝スミス（Sir Francis Graham-Smith、1923年4月25日 - 2025年6月20日）はイギリスの天文学者である。

## 来歴
第2次世界大戦中にケンブリッジ大学で学び、戦時研究に参加し、戦後大学を卒業すると、太陽からの電磁波の研究など、マーティン・ライルらと電波天文学の分野で研究を行った。1964年にマンチェスター大学の電波天文学の教授に任命され、1975年にグリニッジ天文台の台長、1981年にジョドレルバンク天文台の台長に任命され、1982年から1990年の間は王室天文官の称号を得た。1970年に王立協会フェローに選出され、1987年に同協会からロイヤル・メダルを受賞した。2023年4月に100歳を迎えた。
小惑星 (4247) グレアムスミスは彼にちなんで命名された。